# Movilița (Ialomița)
Moviliţa é uma comuna romena localizada no distrito de Ialomiţa, na região de Muntênia. A comuna possui uma área de 28.85 km² e sua população era de 2392 habitantes segundo o censo de 2007.